# BHStB IIa4
Die Fahrzeuge der Reihe IIa4 waren schmalspurige Schlepptender-Lokomotiven der k. u. k. Bosnabahn (kkBB) und der Bosnisch-Herzegowinischen Staatsbahn (BHStB).

## Geschichte

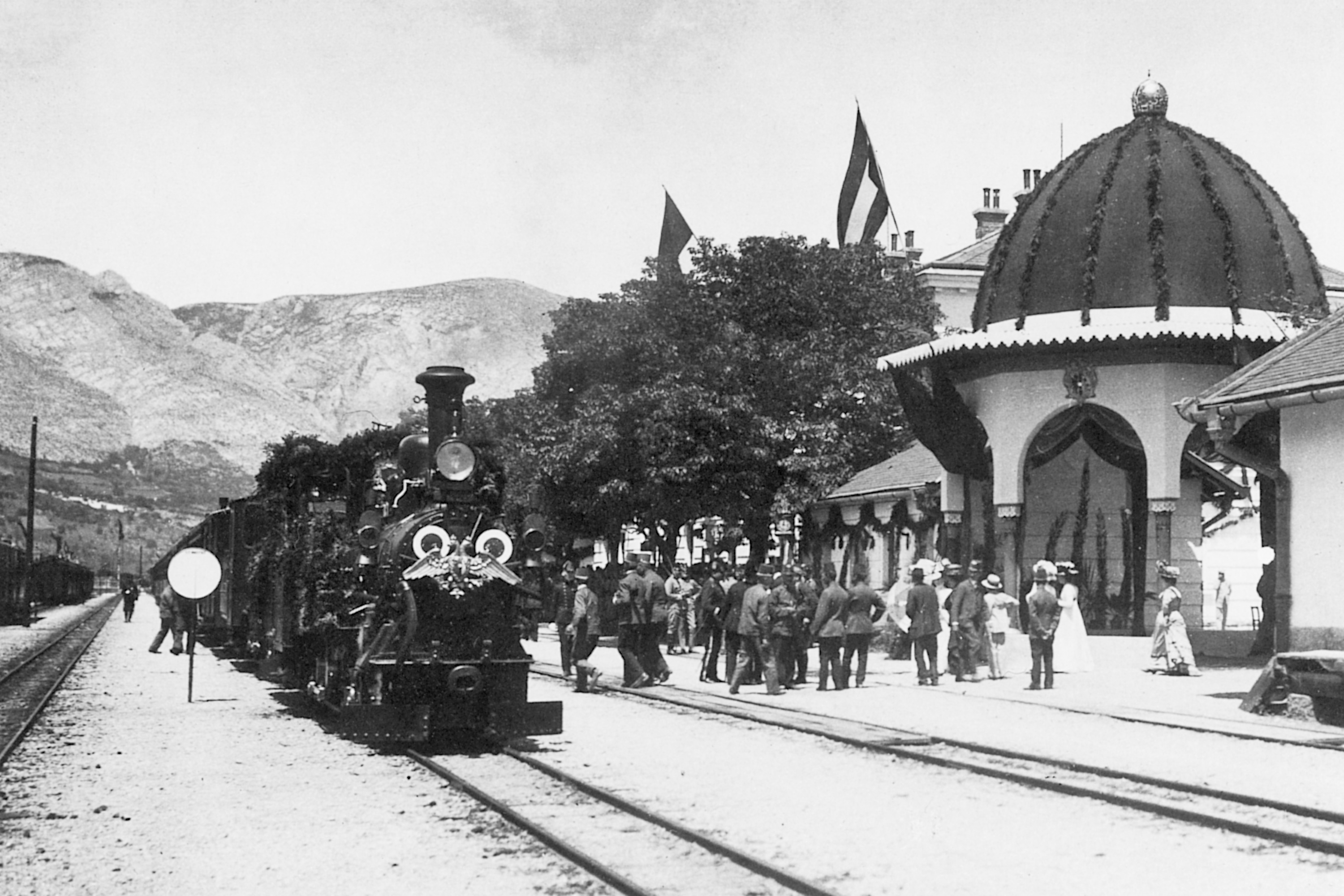
Zwei IIa4 als Zugloks des kaiserlichen Hofzuges in Mostar (1910)

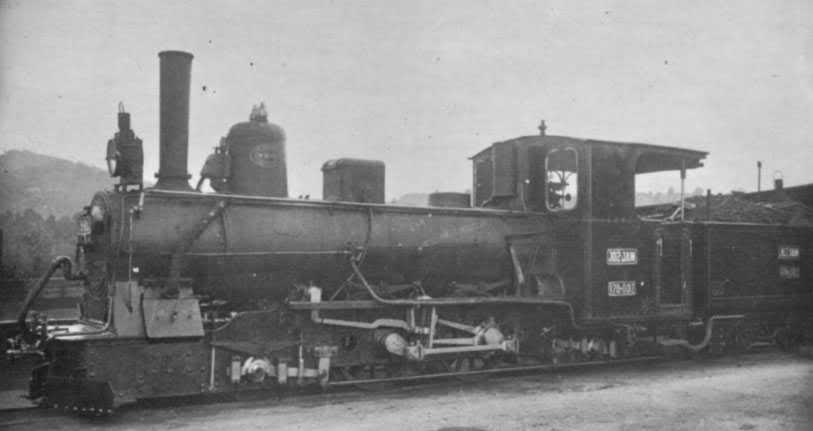
Die BHStB IIa4 105
als 178-005 bei den JDŽ.

Für die Erschließung der ab 1878 von Österreich besetzten Gebiete Bosniens und der Herzegowina entstanden Schmalspurbahnen mit der sogenannten Bosnischen Spurweite. Auf den anspruchsvollen Strecken mit starken Steigungen und teilweise engen Bogenradien kamen zahlreiche Lokomotiven mit Klose-Lenkachsen zum Einsatz. Die ersten 34 davon waren Zwillingslokomotiven mit einfacher Ausnutzung der Dampfdehnung und wurden als Reihe IIIa4 bezeichnet.
Zur Verbesserung der Wirtschaftlichkeit entschlossen sich die kkBB und die BHStB ab 1894 zur Beschaffung von Verbundlokomotiven, was im Nachhinein als sehr fortschrittlich, aber auch wagemutig angesehen werden kann. Die zweistufige Dampfdehnung war damals im Lokomotivbau noch kaum verbreitet und speziell die Dimensionierung der Zylinder und Dampfwege bereitete noch viele Probleme. Die Lokomotiven der Reihe IIa4 erwiesen sich aber als sehr leistungsfähig und äußerst gut gelungen.
1895 und 1896 lieferte Krauss in Linz sieben Schnellzuglokomotiven an die BHStB, nachdem die k.k. Bosnabahn bereits ein Jahr zuvor eine gleiche Maschine bekommen hatte. Die Lokomotiven hatten dieselbe Achsfolge 1'B1' wie der Orlèans-Typ der Staats-Eisenbahn-Gesellschaft. Für ein Jahrzehnt waren diese schnellen Dampflokomotiven für den hochwertigen Personenverkehr auf den Hauptstrecken in Bosnien im Einsatz.
Mit immer größer werdenden Zuglasten wurden sie ab 1907 von den Nachfolgerinnen der Reihe IIIb5 verdrängt und kamen u. a. zwischen Metković und Mostar zum Einsatz, auf diesem flachen Abschnitt waren die nur zwei Kuppelachsen kaum von Nachteil. Im Ersten Weltkrieg wurden zwei Lokomotiven ausgemustert, die verbliebenen sechs wurden von den Jugoslawischen Staatsbahnen (JDŽ) ab 1933 als Reihe 178 bezeichnet. Die Lokomotiven blieben bis in die 1950er-Jahre im Betrieb, mindestens ein Exemplar war auf einer Pioniereisenbahn in Ljubljana noch bis 1961 im Einsatz. Trotzdem blieb keine Lokomotive dieser Baureihe erhalten.

## Konstruktive Merkmale
Die Lokomotiven hatten einen Außenrahmen, eine als Kropfachse ausgebildete vordere Treibachse und vor der Laufachse überhängende Innenzylinder. Von einer Stephenson-Steuerung angetriebene Flachschieber übernahmen die Dampfverteilung für das Verbundtriebwerk. Dem Niederdruckzylinder wurde mit der Anfahrvorrichtung der Bauart Gölsdorf bei voll ausgelegter Steuerung Frischdampf zugeführt.
Auf den beiden Kuppelachsen saßen 180 mm breite Räder mit beachtlichen 1.100 mm Durchmesser ohne Spurkränze, die Führung im Gleis erfolgte deshalb nur durch die beiden Laufachsen. Diese waren als Klose-Lenkachsen ausgebildet und wurden durch den zweiachsigen Schlepptender radial eingestellt. Dadurch konnte man auf den Großteil des sonst sehr vielteiligen Klose-Lenkwerks verzichten. Der Stehkessel lag zwischen den Rahmenwangen und konnte entsprechend breit ausgeführt werden.
Die Leistung der Lokomotive wurde eher konservativ mit ca. 170 PS angenommen. Bei Lastprobefahrten konnten Züge mit 130 t auf 9 ‰ bei 35 km/h befördert werden, auf 13,6 ‰ waren noch 110 t mit 30 km/h möglich. Daraus ergibt sich eine Spitzenleistung von 280 bis 290 PS bei noch vorhandener Kesselreserve, sie lag damit im Bereich der IIIa4. Mit ihrer Höchstgeschwindigkeit von maximal 65 km/h waren die Lokomotiven der Reihe IIa4 damals die schnellsten Schmalspurlokomotiven der Welt. Im Betrieb wurden zwar nur 50 km/h zugelassen, dennoch konnte damit die Durchschnittsgeschwindigkeit der Personenzüge deutlich angehoben werden. Die Lokomotiven waren mit einer Wurfhebelbremse sowie einer Saugluftbremse für Lok, Tender und Wagen ausgerüstet.

## Lokomotivliste
| Hersteller  | Fabriks- Nummer | Baujahr | kkBB- Nummer | BHStB-Nr. BHLB-Nr. SHS-Nr. | JDŽ-Nr. ab 1933 | Verbleib                            | ausgemustert |
| ----------- | --------------- | ------- | ------------ | -------------------------- | --------------- | ----------------------------------- | ------------ |
| Krauss/Linz | 3082            | 1894    | 201          | IIa4 101                   |                 |                                     | 1916/17      |
| Krauss/Linz | 3154            | 1895    |              | IIa4 102                   | 178-002         |                                     |              |
| Krauss/Linz | 3155            | 1895    |              | IIa4 103                   | 178-003         | ab 1954 Poljčane, ab 1958 Ljubljana | 1961         |
| Krauss/Linz | 3156            | 1895    |              | IIa4 104                   | 178-004         |                                     | 195?         |
| Krauss/Linz | 3339            | 1896    |              | IIa4 105                   | 178-005         |                                     | 195?         |
| Krauss/Linz | 3383            | 1896    |              | IIa4 106                   | 178-006         |                                     | 195?         |
| Krauss/Linz | 3384            | 1896    |              | IIa4 107                   |                 |                                     | 1916/17      |
| Krauss/Linz | 3385            | 1896    |              | IIa4 108                   | 178-001         |                                     | 195?         |

| Bahngesellschaft                                      | Bahngesellschaft                              | Zeitraum      |
| ----------------------------------------------------- | --------------------------------------------- | ------------- |
| kkBB                                                  | k. u. k. Bosnabahn                            | 1879 bis 1895 |
| BHStB                                                 | Bosnisch-Herzegowinische Staatsbahn           | 1884 bis 1895 |
| BHStB                                                 | Bosnisch-Herzegowinische Staatsbahnen         | 1895 bis 1908 |
| BHLB                                                  | Bosnisch-Herzegowinische Landesbahnen         | 1908 bis 1918 |
| SHS                                                   | Železnice Kraljevine Srba, Hrvata i Slovenaca | 1918 bis 1929 |
| JDŽ                                                   | Jugoslovenske Državne Železnice               | 1929 bis 1954 |
| JŽ                                                    | Jugoslovenske Železnice                       | 1954 bis 1991 |
| Die Umzeichnung von SHS auf JDŽ fand erst 1933 statt. |                                               |               |